# Ezekiel Odero
Ezekiel Odero, popularmente conhecido como Pastor Ezekiel, é um televangelista queniano e líder do Centro de Oração e Igreja Nova Vida, com sede no Condado de Kilifi. Nasceu em 1972 na Ilha Ngodhe, a 10 km a oeste da Ilha Rusinga, no Lago Vitória, no Condado de Homa Bay, no Quênia. Ele é conhecido por atrair multidões maiores do que o normal em sua igreja e reuniões públicas. Em um evento realizado em novembro de 2022 no Centro Esportivo Internacional Moi, com a presença da segunda-dama do Quênia, Pastora Dorcas Rigathi, houve rumores de que pelo menos 100.000 quenianos compareceram.

## Atividades da igreja do Centro de Oração Nova Vida
Em 26 de abril de 2023, Odero foi associado pelas autoridades quenianas a uma seita em Malindi (Igreja Internacional das Boas Novas) e ao seu líder, Paul Nthenge Mackenzie, após mais de 110 assassinatos e fome em massa cometidos pela seita no mesmo mês no que foi apelidado de "massacre na floresta de Shakahola". Em 30 de abril, a Cruz Vermelha do Quênia declarou que mais de 400 pessoas haviam sido dadas como desaparecidas. Após essa vinculação, Odero foi preso em 27 de abril e sua igreja foi fechada. Na época, o ministro do Interior queniano anunciou que mais de 100 pessoas haviam sido confinadas em sua igreja, mas que já haviam sido evacuadas. Em 28 de abril, Odero foi acusado de assassinatos em massa, mas a polícia solicitou mais 30 dias para concluir suas investigações.
De acordo com as autoridades quenianas, Odero tem um necrotério particular, e suspeita-se que alguns de seus seguidores tenham sido enterrados em covas rasas em uma floresta de 800 acres perto de sua igreja. Durante as investigações no necrotério, a polícia estabeleceu que alguns dos funcionários de sua igreja deixaram corpos no necrotério e não conseguiram explicar o paradeiro dos cadáveres.
Em 29 de abril de 2023, Odero admitiu que pelo menos quinze pessoas morreram dentro das dependências de sua igreja. Por meio de seus advogados, ele afirmou que as quinze pessoas que morreram eram doentes que buscavam orações.
Ezekiel Odero foi libertado em 4 de maio, após passar uma semana sob custódia policial, por um tribunal de Mombasa mediante fiança.
Em 18 de agosto de 2023, o Cartório de Associações do Quênia cancelou o registro da igreja de Ezekiel, o Centro de Oração Nova Vida. Outras igrejas canceladas incluem a Igreja Internacional das Boas Novas, a seita envolvida nos eventos de Shakahola. Isso ocorreu após os esforços do governo para regulamentar igrejas inescrupulosas.